# Poul Petersen (fodboldspiller)
 For alternative betydninger, se Poul Petersen. (Se også artikler, som begynder med Poul Petersen)
Poul Eyvind Petersen (født 11. april 1921, død 31. maj 1997) var en dansk fodboldspiller. 

## Aktiv fodboldkarriere
Han spillede for klubben Akademisk Boldklub, fra han var 10 år gammel. Han kom til at spille back og var med i en stor del af AB's storhedstid i 1940'erne og 1950'erne, der indbragte flere danmarksmesterskaber. Petersen spillede 254 for AB.
Poul Petersen spillede en enkelt ungdomslandskamp i 1945 og debuterede på A-landsholdet i en kamp mod Norge i juni 1946. Han var med ved OL1948 i London, hvor han dog ikke fik spilletid, samt ved OL 1952 i Helsinki, hvor han til gengæld spillede alle Danmarks tre kampe. Disse kampe blev hans sidste på landsholdet; han nåede 34 A-landskampe. Han opnåede desuden at blive udtaget til et blandet europæisk hold, der spillede en kamp mod England i 1947; England vandt her 6-1.

## Øvrig karriere
Poul Petersen var gymnastiklærer i sit civile liv. Derudover virkede han som træner i flere mindre klubber.
I 1962 blev han træner for fodboldlandsholdet, en stilling han havde frem til 1966, hvor holdet spillede 47 kampe. I 1969 var han landstræner for Danmarks U/19-landshold.
Mens han var aktiv fodboldspiller, fik han en statistrolle i komedien Fodboldpræsten (1951). Han var desuden medlem af Dansk Tipstjenestes kuponudvalg.